# 馬塔蘭
馬塔蘭，或稱馬打蘭，是印尼西努沙登加拉省的首府，位於龍目島的西部，隔著龍目海峽與峇里島相望。
马塔兰共划分为6个行政区，由三个部分组成，从西向东分别为安潘楠，旧港口区；马塔兰，主要政府所在地的行政集中区和卡克兰喀拉，商业区。